# Кім Мін Чжон (дзюдоїст)
Кім Мін Чжон (кор. 김민종;; 1 вересня 2000, Сеул, Південна Корея) — південнокорейський дзюдоїст, срібний та бронзовий призер Олімпійських ігор 2024 року, чемпіон світу, призер чемпіонатів Азії та Азійських ігор.

## Виступи на Олімпіадах
| Олімпіада  | Дисципліна      | Місце |
| ---------- | --------------- | ----- |
| Токіо 2020 | понад 100 кг    | 9     |
| Токіо 2020 | змішана команда | 9     |
| Париж 2024 | понад 100 кг    | 2     |
| Париж 2024 | змішана команда | 3     |

## Зовнішні посилання
- Кім Мін Чжон (дзюдоїст) на сайті International Judo Federation (англійська)
- Кім Мін Чжон (дзюдоїст) на сайті JudoInside.com (англійська)
- Кім Мін Чжон (дзюдоїст) на сайті AllJudo.net (французька)
- Кім Мін Чжон (дзюдоїст) на сайті Olympics.com (англійська)
- Кім Мін Чжон (дзюдоїст) на сайті Olympedia (англійська)